# Strassen (Tyrol)
Strassen – gmina w Austrii, w kraju związkowym Tyrol, w powiecie Lienz. Według Austriackiego Urzędu Statystycznego liczyła 797 mieszkańców (1 stycznia 2015).